# Заріччя (Польща)
Заріччя (пол. Zarzecze) — село на Закерзонні в Польщі, у гміні Заріччя Переворського повіту Підкарпатського воєводства.
Населення — 1563 особи (2011).

## Географія
Село розташоване на відстані 10 кілометрів на південь від центру повіту міста Переворськ і 39 кілометрів на схід від центру воєводства — міста Ряшіва. Лежить над річкою Молочкою — правою притокою Віслоку.

## Історія
Латинізацію українського населення почала ще в 1430 р. польська влада заснуванням тут римо-католицької парафії.
За податковим реєстром 1515 р. в селі були 2 і 1/4 ланів (коло 62 га) оброблюваної землі та 13 ланів необроблюваної, зруйнований млин, корчма.
За податковим реєстром 1589 р. село належало Станіславу Диденському, у селі були 3 і 1/2 лану (коло 87 га) оброблюваної землі, 5 загородників без землі, 10 коморників без тяглової худоби. До 1772 року Полнятичі входили до складу Перемишльської землі Руського воєводства Королівства Польського.
В 1772 році внаслідок першого поділу Польщі село відійшло до імперії Габсбургів і ввійшло до складу австрійської провінції Галичина.
Відповідно до «Географічного словника Королівства Польського» в 1880 р. Заріччя знаходилось у Ярославському повіті Королівства Галичини і Володимирії, було 123 будинки (разом з фільварком графа Володимира Дідушицького) і 684 мешканці, з них 12 греко-католиків, 653 римо-католики і 19 юдеїв. На той час унаслідок півтисячоліття латинізації та полонізації українці лівобережного Надсяння опинилися в меншості.
У міжвоєнний період село входило до ґміни Розьвениця Ярославського повіту Львівського воєводства. Греко-католики села (10 парафіян) належали до парафії Полнятичі Порохницького деканату Перемишльської єпархії.
У 1975-1998 роках село належало до Перемишльського воєводства.

## Демографія
Демографічна структура станом на 31 березня 2011 року:
|          | Загалом | Допрацездатний вік | Працездатний вік | Постпрацездатний вік |
| -------- | ------- | ------------------ | ---------------- | -------------------- |
| Чоловіки | 741     | 165                | 530              | 46                   |
| Жінки    | 822     | 172                | 535              | 115                  |
| Разом    | 1563    | 337                | 1065             | 161                  |